# 莫敖
莫敖，又作莫囂，楚國官名，莫，楚語，為「大」的意思，敖即勇猛，有勇士之意。原為楚國最高官職，後被降職，依然是軍國重臣，有自由參與國政與軍事的資格。
楚武王初稱王時猶為最高官職，後武王改以令尹為最高官職。《左傳》‧莊公四年，以令尹與莫敖並提，當處於同等地位。後莫敖廢置不常，地位逐漸降低。《左傳》‧襄公十五年，敘楚國封官事，列莫敖於令尹、右尹、大司馬、右司馬、左司馬之後。楊伯峻《春秋左傳注》謂莫敖本相當於大司馬，後降至左司馬之下。
《左傳》記載，莫敖本乃屈氏世襲之官，屈氏之莫敖官共六人，首任屈瑕、次為屈重，屈蕩、屈到、屈建、屈生。